# Conferința de la Potsdam

Attlee, Truman și Stalin la Potsdam

Stalin, Truman și Churchill la Potsdam

Conferința de la Potsdam a fost o conferință ținută după încheierea celui de-al Doilea Război Mondial la Cecilienhof, în Potsdam, Germania (lângă Berlin), din 16 iulie până pe 2 august 1945. Au participat reprezentanții Uniunii Sovietice, Angliei și Statelor Unite ale Americii, cele mai mari și mai puternice forțe ale Aliaților care au învins Puterile Axei în al Doilea Război Mondial. Delegațiile au fost conduse de șefii guvernelor celor trei națiuni învingătoare – Secretarul General al CC al PCUS, Iosif Vissarionovici Stalin, Primul-ministru englez, Clement Attlee și, respectiv, Președintele american, Harry S. Truman.
Stalin, Churchill și Truman— și Clement Attlee, care l-a înlocuit pe  Churchill după ce partidul Laburist a învins Partidul Conservator în alegerile generale din 1945—s-au adunat să decidă cum să administreze Germania Nazistă înfrântă, care semnase capitularea necondiționată cu nouă săptămâni mai devreme, la 8 mai. Pe agenda de lucru a conferinței s-au aflat și problemele ordinii internaționale postbelice, problemele tratatelor de pace și aprecierea efectelor războiului.

## Participanți
- Uniunea Sovietică, reprezentată de Iosif Vissarionovici Stalin.

El a sosit la conferință cu o zi întârziere, motivând că a fost reținut de anumite "afaceri oficiale", care ar fi solicitat întreaga sa atenție; de fapt, se pare că a suferit un preinfarct.
- Regatul Unit, reprezentat de Winston Churchill și, mai apoi, de Clement Attlee.

Rezultatele alegerilor generale din Anglia au devenit cunoscute în timpul conferinței. Ca urmare a înfrângerii suferite de Partidul Conservator în fața Partidului Laburist, Attlee  a preluat șefia delegației britanice.
- Statele Unite ale Americii, reprezentate de nou-instalatul președinte Harry S. Truman.

Stalin a propus ca Truman să fie președintele conferinței, ca singurul șef de stat prezent la întâlnire, propunere acceptată de Churchill.

## Hotărârile conferinței
- Retrocedarea tuturor anexărilor făcute de Germani după 1937 și separarea Austriei de Germania.
- Declarația obiectivelor ocupării Germaniei de către Aliați: demilitarizarea, denazificarea, democratizarea și demonopolizarea țării.
- Acordul de la Potsdam, care cerea împărțirea Germaniei și Austriei în câte patru zone de ocupație, (asupra cărora se căzuse de acord, în principiu, la Conferința de la Ialta), ca și împărțirea similară a celor două capitale, Berlin, respectiv Viena.
- Acordul pentru  punerea sub acuzare și judecarea criminalilor de război naziști.

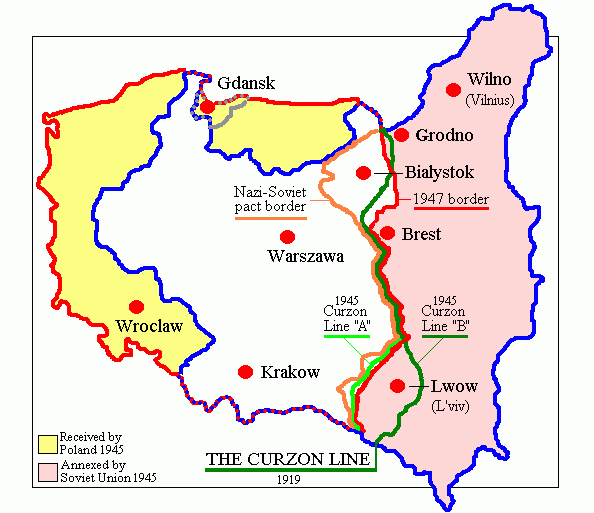
Granițele vechi și noi ale Poloniei. Fostele teritorii germane sunt colorate în galben

- Stabilirea liniei Oder-Neisse ca frontieră a Poloniei postbelice.
- Expulzarea germanilor rămași în afara granițelor Germaniei postbelice.
- Acordul asupra reparațiilor de război. Aliații și-au estimat pierderile la 200 de miliarde de dolari SUA. La insistențele aliaților occidentali, Germania a fost obligată să plătească doar 20 de miliarde în  proprietăți germane, produse industriale și forță de muncă. Până la urmă, izbucnirea Războiului Rece a împiedicat plata întregii sume.

Ca urmare a propunerii lui Stalin, Polonia nu a fost trecută pe lista beneficiarilor compensațiilor plătite de Germania, pentru că ar fi urmat să primească o parte de 15% din compensațiile cuvenite Uniunii Sovietice. Aceste sume nu au fost primite niciodată de polonezi.
- În plus, Aliații au căzut de acord asupra Declarației de la Potsdam în care erau stabiliți termenii capitulării pentru Japonia.
- Toate aceste probleme urmau să devină literă de lege prin hotărârile unei conferințe de pace care avea să fie convocată cât mai repede cu putință.

În timp ce granița dintre Polonia și Germania fusese practic determinată de transferurile forțate de populație asupra cărora se căzuse de acord la Potsdam, occidentalii au dorit ca la conferința de pace să fie confirmată linia Oder-Neisse ca un aranjament permanent. Acest aranjament nu a fost însă negociat așa cum s-a stabilit. Ca urmare, granița polono-germană a fost recunoscută prin înțelegeri bilaterale: în 1950 - între RDG și Polonia și în 1990 - între Germania (unită) și Polonia. În perioada războiului rece, acest statut de incertitudine a granițelor a dus la creșterea influenței Uniunii Sovietice asupra Poloniei și Germaniei.
Aliații occidentali, în special Churchill, aveau mari suspiciuni în ceea ce privește motivele lui Stalin, care instalase deja guverne comuniste în statele din Europa Centrală aflate sub influența sovietică. Conferința de la Potsdam a fost ultima conferință între aliați.
În timpul conferinței, Truman i-a vorbit lui Stalin de "arme noi mai puternice" nespecificate. Stalin care, în mod ironic, știa de existența armei nucleare americane cu mult înaintea lui Truman, a încurajat folosirea oricărui mijloc care ar fi grăbit sfârșitul războiului. Spre sfârșitul conferinței, Japoniei i s-a dat un ultimatum, amenințând-o cu "distrugerea imediată și totală", fără a menționa bomba nucleară. După ce Japonia a respins ultimatumul, americanii au lansat atacurile nucleare de la Hiroșima (6 august) și Nagasaki (9 august). Truman a luat decizia de a folosi armele atomice cât încă se mai afla la conferință.
În Comunicatul dat publicității de Conferința de la Potsdam a fost reluată problema criminalilor de război: „Criminalii de război, se spune in capitolul al III lea, Germania și indivizii care au participat la planurile sau executarea de întreprinderi naziste, tinzând sau înfăptuind  atrocități sau crime de război, vor fi arestați și aduși în fața justiției. Șefii naziști, persoanele influente ale partidului și înalții demnitari ai organizațiilor și instituțiilor naziste, precum și orice alte persoane periculoase pentru ocupanții aliați sau pentru scopurile pe care ei și le propun, vor fi arestate și internate.” În acest scop, la 8 august 1945, la Londra, reprezentanții SUA, Marii Britanii, Franței și URSS au hotărât înființarea unui Tribunal Internațional pentru judecarea și pedepsirea principalilor criminali de război naziști.

## Conferința de la Potsdam a fost precedată de
- Conferința de la Ialta, 4 februarie – 11 februarie 1945
- Conferința de la Teheran, 28 noiembrie – 1 decembrie 1943
- Conferința de la Cairo, 22 noiembrie –  26 noiembrie 1943
- Conferința de la Casablanca, 14 ianuarie – 24 ianuarie 1943